# Шелбі Мег'юрін
Шелбі Мег'юрін — американська  письменниця підліткової літератури, авторка трилогії «Змія і голуб».

## Дитинство та освіта
Мег'юрін виросла на невеликій фермі в сільській місцевості Індіани. Навчалася у середній школі Turkey Run у Маршаллі, Індіана. Мешкає неподалік від будинку свого дитинства з чоловіком, дітьми та домашніми тваринами.

## Кар'єра
Дебютний роман Мег'юрін «Змія і голуб» дебютував під №2 у списку бестселерів The New York Times. Вона була вибором Barnes & Noble YA Book Club на вересень 2019 року.

## Твори

### Серія«Змія і Голуб»
- Змія і голуб /Serpent & Dove. HarperTeen. 2019.
- Кров і мед /Blood & Honey. HarperTeen. 2020.
- Боги й чудовиська /Gods & Monsters. HarperTeen. 2021.

### Серіал«Червона вуаль»
- Червона вуаль. HarperTeen. 2023 рік
- Тіньова наречена. Вийде 2025 року

## Зовнішні посилання
- Офіційний сайт
- Інтерв'ю The Nerd Daily
- Чат у YA Books Central